# Concepción Chiquirichapa
Concepción Chiquirichapa är en kommunhuvudort i Guatemala.   Den ligger i departementet Departamento de Quetzaltenango, i den västra delen av landet, 120 km väster om huvudstaden Guatemala City. Concepción Chiquirichapa ligger 2 666 meter över havet och antalet invånare är 8 080.
Terrängen runt Concepción Chiquirichapa är kuperad åt nordost, men åt sydväst är den bergig. Runt Concepción Chiquirichapa är det tätbefolkat, med 397 invånare per kvadratkilometer. Närmaste större samhälle är Quetzaltenango, 10,7 km öster om Concepción Chiquirichapa. I omgivningarna runt Concepción Chiquirichapa växer i huvudsak städsegrön lövskog.